# 4728 Lyapidevskij
4728 Lyapidevskij (1979 VG) là một tiểu hành tinh vành đai chính được phát hiện ngày 11 tháng 11 năm 1979 bởi N. S. Chernykh ở Nauchnyj.